# Onthophagus metriogonus
Onthophagus metriogonus é uma espécie de inseto do género Onthophagus, família Scarabaeidae, ordem Coleoptera.

## História
Foi descrita cientificamente por Marcus em 1914.[carece de fontes?]